# Addis Zemen (journal)
Pour les articles homonymes, voir Addis Zemen.
 (juillet 2014).
Si vous disposez d'ouvrages ou d'articles de référence ou si vous connaissez des sites web de qualité traitant du thème abordé ici, merci de compléter l'article en donnant les références utiles à sa vérifiabilité et en les liant à la section « Notes et références ».
Addis Zemen est un journal quotidien éthiopien de langue amharique. Il était le journal officiel du Parti des travailleurs d'Éthiopie, il est aujourd'hui[Quand ?] sous contrôle de l'État.